# Aalst (huyện)
Huyện Aalst (tiếng Hà Lan: Arrondissement Aalst; tiếng Pháp: Arrondissement d'Alost) là một trong 6 huyện hành chính ở tỉnh Đông Flanders, Bỉ. Huyện này tạo thành huyện Dendermonde tư pháp cùng với các huyện Dendermonde và Sint-Niklaas.

## Lịch sử
Huyện Aalst được thành lập năm 1818 thông qua việc sáp nhập tổng Aalst từ huyện Dendermonde với các tổng Geraardsbergen, Herzele, Ninove và Zottegem từ huyện Oudenaarde. Khi biên giới ngôn ngữ đã được xác định vào năm 1963, một phần của đô thị Twee Akren lúc đó ở huyện Soignies đã được nhập vào huyện này.
Trong năm 1977, đô thị Sint-Maria-Oudenhove lúc đó đã được sáp nhập với các đô thị Zottegem và Brakel.

## Các đô thị
Huyện hành chính Aalst bao gồm các đô thị sau:
- Aalst
- Denderleeuw
- Erpe-Mere
- Geraardsbergen
- Haaltert
- Herzele
- Lede
- Ninove
- Sint-Lievens-Houtem
- Zottegem